# Тюльганська селищна рада
Тюльга́нська селищна рада (рос. Тюльганский поселковый совет) — сільське поселення у складі Тюльганського району Оренбурзької області Росії.
Адміністративний центр — селище Тюльган.

## Історія
2013 року була ліквідована Нововасильєвська сільська рада (села Нововасильєвка, Новоніколаєвка), територія увійшла до складу Тюльганської селради.

## Населення
Населення — 9145 осіб (2019; 9617 в 2010, 10897 у 2002).

## Склад
До складу селищної ради входять:
| Населений пункт      | Населення, осіб (2002) | Населення, осіб (2010) |
| -------------------- | ---------------------- | ---------------------- |
| Нововасильєвка, село | 634                    | 554                    |
| Новоніколаєвка, село | 102                    | 104                    |
| Тюльган, селище      | 10161                  | 8959                   |